# Kulin Shire
Koordinaten: 32° 40′ S, 118° 9′ O

Das Shire of Kulin ist ein lokales Verwaltungsgebiet (LGA) im australischen Bundesstaat Western Australia. Das Gebiet ist 4719 km² groß und hat etwa 770 Einwohner (2021).
Kulin liegt im westaustralischen „Weizengürtel“ im Südosten des Staats etwa 230 Kilometer südöstlich der Hauptstadt Perth. Das Shire besteht aus 9 Ortschaften und Ortsteilen: Dudinin, Holt Rock, Jilakin, Jitarning, Kulin, Kulin West, Little Italy, Pingaring und Walyurin. Der Sitz des Shire Councils befindet sich in der Ortschaft Kulin, wo knapp 300 Einwohner leben (2021).

## Verwaltung
Der Kulin Council hat acht Mitglieder. Sie werden von allen Bewohnern des Shires gewählt. Kulin ist nicht in Bezirke unterteilt. Aus dem Kreis der Councillor rekrutiert sich auch der Vorsitzende des Councils (Shire President).
Die Aufteilung in Wards (Wahlbezirke) wurde 2024 aufgehoben.